# Krishnarajanagar
Krishnarajanagar é um cidade no distrito de Mysore, no estado indiano de Karnataka.

## Demografia
Segundo o censo de 2001, Krishnarajanagar tinha uma população de 30 603 habitantes. Os indivíduos do sexo masculino constituem 51% da população e os do sexo feminino 49%. Krishnarajanagar tem uma taxa de literacia de 73%, superior à média nacional de 59,5%: a literacia no sexo masculino é de 78% e no sexo feminino é de 68%. Em Krishnarajanagar, 11% da população está abaixo dos 6 anos de idade.